# Кузин, Илья Николаевич
Илья Николаевич Кузин (1919— 1960) — советский партизан, Герой Советского Союза (1942).

## Биография
Родился 1 августа 1919 года в деревне Санниково Тверской губернии.
Окончил восемь классов школы и Московский речной техникум (1940), после чего работал штурманом парохода «Мария Виноградова», ходившего по каналу имени Москвы, вступил в комсомол (1935).
Являлся инвалидом детства (при падении с крыши повредил правую ногу и хромота осталась на всю жизнь, имел вторую группу инвалидности), поэтому в армию не призывался и на военном учёте не состоял.
После начала Великой Отечественной войны обратился в районный военкомат с просьбой зачислить добровольцем в действующую армию, но не прошёл медицинскую комиссию. Позднее узнал о том, что московская городская комсомольская организация объявила набор кандидатов в подпольщики и партизаны, был принят на курсы диверсантов-подрывников, после окончания которых в августе 1941 года в составе диверсионной группы перешёл через линию фронта. В дальнейшем группа вошла в состав одного из партизанских отрядов в Смоленской области. Кузин руководил в этом отряде группой подрывников.
Уже на второй день после пересечения линии фронта группа Кузина подорвала несколько немецких автомашин. Только за первое время своей деятельностью подрывниками было уничтожено 6 мостов, около 20 машин, несколько десятков солдат и офицеров противника. В сентябре 1941 года группа была обнаружена немцами, и подрывники укрылись в болоте и были вынуждены 2 дня просидеть в нём по горло в воде, после чего Кузина, у которого распухла больная с детства нога, переправили через линию фронта в госпиталь. После выздоровления он вернулся в отряд. В октябре 1941 года отряд действовал в Можайском и Волоколамском районах, подорвал эшелон с боеприпасами. Во время этой операции Кузин был сильно контужен. 22 ноября 1941 года он с двумя товарищами подорвал немецкий склад боеприпасов и топлива. 15 декабря 1941 года группа уничтожила три цистерны с горючим. Всего же за полгода во вражеском тылу Кузин участвовал примерно в 150 диверсионных актах.
Указом Президиума Верховного Совета СССР «О присвоении звания Героя Советского Союза т. т. Гурьянову М. А., Космодемьянской З. А., Кузину И. Н., особо отличившимся в партизанской борьбы в тылу против немецких захватчиков» от 16 февраля 1942 года за «отвагу и геройство, проявленные в партизанской борьбе в тылу против немецких захватчиков» удостоен звания Героя Советского Союза.
В 1942 году был отозван из отряда и направлен на комсомольскую работу в Волоколамск на должность секретаря райкома комсомола. Член ВКП(б) с 1942 года.
После окончания войны работал штурманом парохода «Киров», ходившего по Волге, затем на судоремонтном заводе в Шиморском.
Скоропостижно скончался 28 апреля 1960 года, похоронен в селе Шиморское Выксунского района Нижегородской области.
Его именем названа одна из улиц в Волоколамске.

## Награды
- Герой Советского Союза (16 февраля 1942) — за отвагу и геройство, проявленные в партизанской борьбе в тылу против немецких захватчиков [3]
- Орден Ленина (16 февраля 1942) — за отвагу и геройство, проявленные в партизанской борьбе в тылу против немецких захватчиков [1]

## Память
- Именем Героя Советского Союза И. Н. Кузина названа улица в городе Волоколамске.